# Feliks Stoiński
Feliks (Szczęsny) Stoiński herbu Janina (zm. przed 23 stycznia 1666) – pisarz grodzki lubelski w 1665 roku, wojski mielnicki w 1659 roku.
Poseł województwa lubelskiego na sejm 1665 roku.